# Rohrersville
Rohrersville és una concentració de població designada pel cens dels Estats Units a l'estat de Maryland. Segons el cens del 2000 tenia 170 habitants.

## Demografia
Segons el cens del 2000, Rohrersville tenia 170 habitants, 61 habitatges, i 48 famílies. La densitat de població era de 79,1 habitants per km².
Dels 61 habitatges en un 29,5% hi vivien nens de menys de 18 anys, en un 67,2% hi vivien parelles casades, en un 8,2% dones solteres, i en un 19,7% no eren unitats familiars. En l'11,5% dels habitatges hi vivien persones soles el 8,2% de les quals corresponia a persones de 65 anys o més que vivien soles. El nombre mitjà de persones vivint en cada habitatge era de 2,79 i el nombre mitjà de persones que vivien en cada família era de 3,04.
Per edats la població es repartia de la següent manera: un 24,1% tenia menys de 18 anys, un 8,2% entre 18 i 24, un 28,2% entre 25 i 44, un 26,5% de 45 a 60 i un 12,9% 65 anys o més.
L'edat mediana era de 39 anys. Per cada 100 dones de 18 o més anys hi havia 101,6 homes.
La renda mediana per habitatge era de 61.607 $ i la renda mediana per família de 61.250 $. Els homes tenien una renda mediana de 46.354 $ mentre que les dones 26.250 $. La renda per capita de la població era de 13.323 $. Cap de les famílies i el 8,8% de la població estaven per davall del llindar de pobresa.

## Poblacions més properes
El següent diagrama mostra les poblacions més properes.